# Гетска висораван
Гетска висораван (рум. Podişul Getic) или Гетски пијемонт (рум. Piemontul Getic) је висораван која се простире јужно од Јужних Карпата. Простире се од Гетских Супкарпата до Влашке низије на југу. На  истоку је ограничена долином реке Дамбовице, а на западу висоравни Мехединци и долином Дунава.

## Одлике
Гетска висораван представља претпланинску целину са нагибом од планинског ка равничарском подручју, од севера ка југу. Надморска висина се креће од преко 700 метара до испод 200 метара. У рељефу се издвајају два сектора: брдски са надморском висином 500—650 m и брдско-равничарски са надморском висином 200—300 m. Настала је таложењем грубог материјала на ободу планинског подручја крајем кенозоика, а потом је изложена процесу речне ерозије. На целој висоравни постоје интеркалације глине које стварају клизишта, али и интеркалације нисковредног угља (лигнит) у западном делу дуж долине реке Жију (басен Мотру—Ровинари).
Веће реке које теку кроз Гетску висораван теку правцем север-југ. Реке у источном делу су Арђеш и Дамбовица која се улива у Арђеш и чини источну границу, у централном делу протиче Олт као и његова притока Олтец, а у западном делу река Жију и њене притоке Ђилорт и Мотру. Осим њих, кроз платформу Котмеана протичу реке Ведеа и Телеорман. Реке су ерозивним процесима поделиле висораван на платформе одвојене широким долинама.
Платформе су:
- Платформа Кандешти — налази се између Дамбовице и Арђеша
- Платформа Арђеша — изразито фрагментисана притокама Арђеша
- Платформа Котмеана — налази се између Дамбовице и Олта
- Платформа Олтеца — налази се између Олта и Жијуа
- Платформа Стрехаја — налази се између Жијуа и Дунава
- Платформа Жијуа — налази се између Мотруа и Ђилорта, пресеца је река Жију

Гетска висораван се може поделити и на олтенијски и мунтенијски део.

## Природни ресурси
Гетска висораван садржи највеће ресурсе лигнита у Румунији које се експлоатишу у басену Мотру—Ровинари, а такође се експлоатише и нафта са пратећим гасовима која се рафинише у Питештију. Гетичка висораван је главни произвођач кукуруза. Енергија вода се користи преко бројних хидроелектрана на Арђешу, Олту и Жијуу. Такође, из речних корита се вади шљунак и песак.